# 皮亞諾薩島
42°35′N 10°05′E / 42.583°N 10.083°E

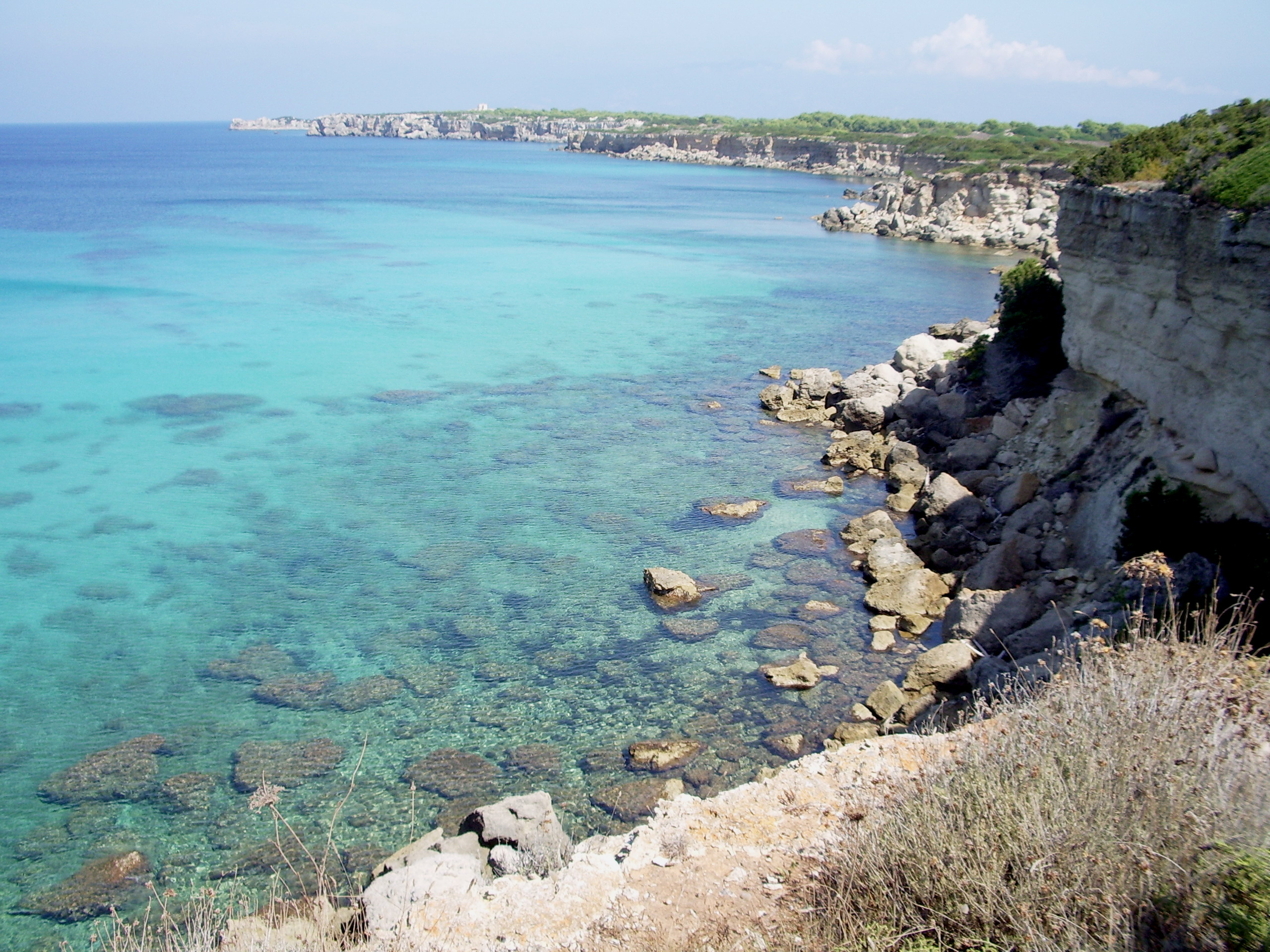

皮亞諾薩島（義大利語：isola di pianosa）是意大利的島嶼，位於提雷尼亞海，屬於托斯卡納群島的一部分，由利弗諾省負責管轄，面積10.25平方公里，最高海拔高度29米，2001年人口僅10人。

## 外部連結
- Venus archeological study plan （页面存档备份，存于）
- Isola di Pianosa Park website （页面存档备份，存于） — in Arcipelago Toscano National Park.